# Friedrichswille (Radlau)
Friedrichswille, polnisch Kolonia Biskupska ist ein Dorf im Powiat Oleski der Woiwodschaft Oppeln in Polen. Als Schulzenamt gehört es der zweisprachigen Landgemeinde Radlau / Radłów an und zählt rund 200 Einwohner.

## Geografie
Das Straßendorf Friedrichswille liegt im Nordosten der Woiwodschaft Oppeln, etwa 6 Kilometer nordöstlich der Kreisstadt Olesno (Rosenberg O.S.) und rund 45 km nordwestlich von Częstochowa (Tschenstochau) auf der Schlesischen Hochebene, in der historischen Region Oberschlesien.

## Geschichte
Nachdem der größte Teil Schlesiens mit dem Vorfrieden von Breslau 1742 preußisch geworden war, gründete Christian Gottlieb Graf von Jordan  im Jahre 1774 in den Wäldern nordöstlich von Rosenberg die Kolonie Friedrichswille. Der Protestant von Jordan hatte 1770 den Grundbesitz des Augustinerklosters zu Rosenberg in der Gegend erworben. Die neue Kolonie, die im Rahmen der Friderizianischen Kolonisation besiedelt wurde, benannte er nach König Friedrich II.
Friedrichswille wurde 1816 dem Landkreis Rosenberg O.S. zugeordnet. Kirchlich gehörte die mehrheitlich katholische Kolonistensiedlung der katholischen Parochie, bzw. dem evangelischen Kirchspiel Bischdorf an. Das größte Wachstum der Siedlung erfolgte zur Wende des 18. zum 19. Jahrhundert, aber auch in der Folge wurde die Infrastruktur ausgebaut. Damals entstand das heutige Sägewerk, 1886–1890 wurde durch Friedrichswille die Chaussee Rosenberg–Radlau gelegt, von dieser zweigt seit 1887 die Chaussee nach Bischdorf ab, von 1931 bis 1932 wurde eine Schule (heute Kindergarten) errichtet und 1949 der Ort elektrifiziert.
Nach dem Zweiten Weltkrieg wurde Friedrichswille unter polnische Verwaltung gestellt, die dem Ort den Namen Kolonia Biskupska, also „Bischdorfer Kolonie“, gab. Dieser erinnert an die enge Verbindung der ehemaligen Kolonie zu ihrem Pfarrort Bischdorf / Biskupice.
Da nicht alle deutschen Bewohner nach dem Zweiten Weltkrieg vertrieben wurden, konnte sich in der Gegend eine deutsche Minderheit halten. Dem polnischen Minderheitengesetz von 2005 entsprechend, wurde die Gemeinde Radlau, der Friedrichswille als Schulzenamt angehört, 2006 offiziell zweisprachig und führte 2007 zweisprachige Ortsbezeichnungen ein.

### Einwohnerentwicklung
Die Einwohnerzahlen der Kolonie Friedrichswille:
| Jahr | Einwohner |
| ---- | --------- |
| 1783 | 52        |
| 1816 | 92        |
| 1844 | 174       |
| 1855 | 169       |
| 1861 | 154       |